# Superliga de Suiza 2013-14
La temporada 2013-14 de la Superliga Suiza, también conocida como Raiffeisen Super League por motivos de patrocinio,  fue la 117.ª temporada de la máxima categoría del fútbol en Suiza. Comenzó el 13 de julio de 2013 y finalizó el 18 de mayo de 2014.
La liga estuvo compuesta por los mejores nueve clasificados de la temporada 2012/13 y el campeón de la Challenge League 2012/13, el FC Aarau.

## Equipos
| Club           | Ciudad   | Estadio              | Capacidad |
| -------------- | -------- | -------------------- | --------- |
| Aarau          | Aarau    | Stadion Brügglifeld  | 9.249     |
| Basilea        | Basilea  | St. Jakob-Park       | 38.512    |
| Grasshopper    | Zúrich   | Letzigrund           | 23.605    |
| Lausanne-Sport | Lausana  | Stade de La Pontaise | 15.850    |
| Lucerna        | Lucerna  | Swissporarena        | 17.500    |
| Sion           | Sion     | Stade Tourbillon     | 16.500    |
| St. Gallen     | San Galo | AFG Arena            | 19.694    |
| Thun           | Thun     | Arena Thun           | 10.000    |
| Young Boys     | Berna    | Stade de Suisse      | 31.783    |
| Zürich         | Zúrich   | Letzigrund           | 23.605    |

### Información de equipos
| Equipo         | Entrenador       | Capitán            | Marca  | Patrocinador de camiseta       |
| -------------- | ---------------- | ------------------ | ------ | ------------------------------ |
| Aarau          | René Weiler      | Sandro Burki       | Nike   | Zehnder Group AG               |
| Basilea        | Murat Yakın      | Marco Streller     | Adidas | Novartis                       |
| Grasshopper    | Michael Skibbe   | Vero Salatić       | Puma   | FROMM/adt innova               |
| Lausanne-Sport | Henri Atamaniuk  | Gabri              | Adidas | Banque Cantonale Vaudoise      |
| Lucerna        | Carlos Bernegger | Florian Stahel     | Adidas | Otto's                         |
| Sion           | Laurent Roussey  | Vilmos Vanczák     | Erreà  | Les Fils Maye SA               |
| St. Gallen     | Jeff Saibene     | Philippe Montandon | Jako   | St. Galler Kantonalbank        |
| Thun           | Urs Fischer      | Roland Bättig      | Erima  | Panorama Center/Sky Work       |
| Young Boys     | Uli Forte        | Christoph Spycher  | Jako   | Laureus Foundation Switzerland |
| Zürich         | Urs Meier        | Philippe Koch      | Nike   | Netstream AG                   |

## Tabla de posiciones
Posiciones actualizadas al final del torneo, el 18 de mayo de 2014.
|  |     | Equipo         | PJ | PG | PE | PP | GF | GC | DG  | PTS |
|  | --- | -------------- | -- | -- | -- | -- | -- | -- | --- | --- |
|  | 1.  | Basilea        | 36 | 19 | 15 | 2  | 70 | 34 | +36 | 72  |
|  | 2.  | Sion           | 36 | 19 | 8  | 9  | 67 | 43 | +24 | 65  |
|  | 3.  | Young Boys     | 36 | 17 | 8  | 11 | 59 | 50 | +9  | 59  |
|  | 4.  | Lucerna        | 36 | 15 | 6  | 15 | 48 | 54 | -6  | 51  |
|  | 5.  | Zürich         | 36 | 14 | 8  | 14 | 51 | 52 | -1  | 50  |
|  | 6.  | Thun           | 36 | 13 | 9  | 14 | 57 | 53 | +4  | 48  |
|  | 7.  | St. Gallen     | 36 | 11 | 12 | 13 | 37 | 47 | -10 | 45  |
|  | 8.  | Grasshopper    | 36 | 12 | 7  | 17 | 38 | 45 | -7  | 43  |
|  | 9.  | Aarau (A)      | 36 | 12 | 6  | 18 | 55 | 71 | -16 | 42  |
|  | 10. | Lausanne-Sport | 36 | 7  | 4  | 25 | 38 | 71 | -33 | 25  |

- (A) Club ascendido la temporada anterior.

|  | Campeón y clasificado para la Liga de Campeones de la UEFA 2014-15 |
|  | Clasificado para la Liga de Campeones de la UEFA 2014-15           |
|  | Clasificado para la Liga Europea de la UEFA 2014-15                |
|  | Descendido a la Challenge League 2014-15                           |

## Goleadores
| Pos. | Jugador          | Club               | Goles |
| ---- | ---------------- | ------------------ | ----- |
| 1    | Shkëlzen Gashi   | Grasshopper Zürich | 19    |
| 2    | Caio Alves       | Grasshopper Zürich | 13    |
| 2    | Mario Gavranović | FC Zürich          | 13    |
| 2    | Valentin Stocker | FC Basilea         | 13    |
| 5    | Dimitar Rangelov | FC Lucerna         | 11    |
| 6    | Josef Martínez   | FC Thun/Young Boys | 10    |
| 6    | Marco Schneuwly  | FC Thun            | 10    |
| 6    | Marco Streller   | FC Basilea         | 10    |

## Challenge League
La Challenge League es la segunda categoría del fútbol en Suiza. En la edición 2013-14, el club FC Vaduz del Principado de Liechtenstein obtuvo el único ascenso a la Superliga. El FC Locarno desciende a la 1. Liga Promotion, tercera categoría del fútbol suizo.
|  |     | Equipo          | PJ | PG | PE | PP | GF | GC | DG  | PTS |
|  | --- | --------------- | -- | -- | -- | -- | -- | -- | --- | --- |
|  | 1.  | FC Vaduz        | 36 | 21 | 10 | 5  | 71 | 34 | +37 | 73  |
|  | 2.  | FC Lugano       | 36 | 19 | 7  | 10 | 55 | 46 | +9  | 64  |
|  | 3.  | FC Wil          | 36 | 18 | 9  | 9  | 74 | 45 | +29 | 63  |
|  | 4.  | FC Schaffhausen | 36 | 18 | 8  | 10 | 57 | 40 | +17 | 62  |
|  | 5.  | Servette FC     | 36 | 18 | 7  | 11 | 49 | 48 | +1  | 61  |
|  | 6.  | FC Winterthur   | 36 | 11 | 9  | 16 | 45 | 50 | -5  | 42  |
|  | 7.  | FC Biel-Bienne  | 36 | 9  | 10 | 17 | 56 | 68 | -12 | 37  |
|  | 8.  | FC Chiasso      | 36 | 7  | 12 | 17 | 35 | 52 | -17 | 33  |
|  | 9.  | FC Wohlen       | 36 | 7  | 11 | 18 | 47 | 67 | -20 | 32  |
|  | 10. | FC Locarno      | 36 | 5  | 11 | 20 | 31 | 70 | -39 | 26  |